# Nulles (kommun)
Nulles är en kommun i Spanien.   Den ligger i provinsen Província de Tarragona och regionen Katalonien, i den östra delen av landet, 400 km öster om huvudstaden Madrid. Antalet invånare är 446. Arean är 10,7 kvadratkilometer. Nulles gränsar till Puigpelat, Vilabella, Renau, La Secuita och Vallmoll. 
Terrängen i Nulles är platt.